# غريغوري باكستر
غريغوري باكستر هو متزلج قفز كندي، ولد في 4 سبتمبر 1989 في كالغاري في كندا.

## وصلات خارجية
- غريغوري باكستر على موقع الاتحاد الدولي للتزلج (القفز التزلجي) (الإنجليزية)
- غريغوري باكستر على موقع أوليمبيديا (الإنجليزية)